# 乾淨世界
乾淨世界是 Ganjingworld Corporation旗下的多語種影音圖文社交平台，提供影視觀賞、影視分享、串流媒體、部落格和社交平台等服務。該集團總部位於美國紐約米德爾敦。該平台稱其目標為運用科技，回歸傳統價值，遵循傳統道德和普世價值、宣揚言論自由。所有內容均會被要求符合其定義的「讓下一代遠離暴力、色情、犯罪或有害資訊」理念。

## 簡介
乾淨世界平台整合主流媒體及自媒體，涵蓋新聞時政、健康、生活等多領域；可以採一般網頁瀏覽器開啟使用，亦可下載安裝行動裝置軟體開啟使用；相較其他主流影音社交平台，該平台網站內容採完全公開模式，可在不登入帳號的狀態下觀看內容及功能使用。Ganjingworld Corporation 執行長尹雪莉（Sherry Yin）表示：「我們不是來設限的，而是要幫助你突破瓶頸、走出自己的道路。」如果你希望在多個平台上分享內容、提高曝光與收入，那是你理所當然的權利。技術執行詹姆斯‧邱（James Chiu，亦譯James Qiu）稱「乾淨世界」的目的是為了提供“一個在技術和內容上都乾乾淨淨的網絡世界，讓家庭和孩子都放心地在這裡瀏覽和享受。”

## 历史背景
2022年6月25日乾淨世界的總部成立於紐約米德爾敦，7月4日平台網站上線，2023年6月23日總部開幕。
乾淨世界於2023年舉辦首屆Kindness is cool與善念點亮台灣影片大獎，隔年續辦第二屆影片競賽，並獲得各界政要人士表揚讚賞，並於2025年續辦第三期影片創作比賽。
2023年與紐約市警察局合作，並在紐約上州、奧爾巴尼和其他NNO （页面存档备份，存于）活動中的多個攤位上亮相，運用平台標籤功能緊密結合社區。
2024年彰化、臺南市政府教育局與國際同濟會、獅子會合作，推動「數位科技乾淨校園好品德札根計畫」，該平台獲各界主上流與教育專業人士推薦使用。
2024年12月，聖地亞哥-德爾埃斯特羅省榮譽議會發布第562「關注聲明」指出：「網絡平台乾淨世界作為一個宣傳普世價值、以人為本的免費線上科技工具，具有省級、教育、文化及社會的重要意義。」
印尼巴淡市於2025年宣布3月28日為乾淨世界日。
紐約時報注意到該平台與大紀元時報之間的關係，根据紐約州奧蘭治縣地產交易紀錄，該公司的總部建築曾是大紀元時報集團於2021年夏天所購入，一年後以同樣價格轉售给乾淨世界公司。
Sarah Grevy Gotfredsen 稱乾淨世界得到些法輪功學員協助推廣。大纪元时报在一篇报道中引述一名熟知李洪志并且長期在龙泉寺工作的一名法轮功学员的話，“师父只管弟子的修炼，很多事让弟子自己去处理，能不能做好也是弟子的修炼过程。所以不管是大纪元、干净世界或者其它项目，师父都不过问日常运营。”
藝人趙小僑曾說，她在Youtube頻道趙小僑女人說的影片未經授權即被盜傳到乾淨世界網站。因為有在YouTube平台上的影片遭受到未經授權複製并出现在了“干净世界”平台上，因此YouTube在2024年3月份向其发出警告信函。随后，YouTube向Ganjingworld提起诉讼，YouTube指控其“自动搬运YouTube用户频道及其相关内容”，YouTube 在訴訟中還針對 GJW 員工的宗教信仰進行攻擊，使用如「邪教」（cult）等具有歧視性的措辭，呼應中共對特定信仰群體長達 25 年的打壓言論。
訴訟引發相關專業人士評論質疑 YouTube 訴訟動機，認為主流平台對新興競爭者採取法律手段，是否涉及市場壟斷與競爭排擠，部分媒體與社群討論指出，YouTube 長期以來對內容授權、版權申訴流程本身也存在爭議，質疑其訴訟的公正性與選擇性執法。
乾淨世界於2025年3月25日申明其對創作者和用戶的堅定承諾，回應YouTube, LLC於2024年12月18日在圣克拉拉 (加利福尼亚州)高等法院提起的訴訟。該回應聲明指出 YouTube 長期以來被外界批評配合中國共產黨（CCP）進行審查，壓制關鍵聲音、傳播黨國宣傳，壓制反共內容。乾淨世界堅決反對這類操作，致力於打造一個完全不受中共操控的自由平台。
作為新興網路社交平台，亦有非常多使用者與創作者加入，於該平台創建內容，尤其是受到其他平台言論審核的良善內容。
2025年6月，Gan Jing World 正式公開推出「Gan Jing Cloud」，為企業和組織提供私有與混合雲服務，強調數據自主、隱私保護與高效能。該服務旨在協助企業擺脫傳統雲端供應商的限制，防止審查與數據外洩，並提供透明定價與高可用性。平台表示：「Gan Jing World 從一開始就致力於打造一個用戶可自由分享、無需擔心審查的空間。

## 外部連結
- 官方网站
- Gan Jing Browser 乾淨世界瀏覽器 （页面存档备份，存于）
- 乾淨世界的X（前Twitter）（英文）
- 乾淨世界的X（前Twitter）（中文）
- 乾淨世界的Facebook專頁（英文）
- 乾淨世界的Facebook專頁（中文）
- 乾淨世界的Instagram帳戶（英文）
- 乾淨世界的Instagram帳戶（中文）
- 乾淨世界的Threads（中文）
- 乾淨世界 的pinterest（英文）
- 乾淨世界的YouTube頻道 （页面存档备份，存于）（英文）